# ۱۸۷۷۶ کولتر
سیارک ۱۸۷۷۶ (به انگلیسی: 18776 Coulter، نامگذاری:1999JP39) هجده هزار و هفتصد و هفتاد و ششمین سیارک کشف شده‌است که در ۱۰ مه ۱۹۹۹ کشف شد.
قدر مطلق سیارک برابر ۱۴.۸ است.